# قطعنامه ۹۸۴ شورای امنیت
قطعنامه ۹۸۴ شورای امنیت سازمان ملل متحد که در تاریخ ۱۱ آوریل ۱۹۹۵ تصویب شد، سندی بین‌المللی دربارهٔ منع گسترش است. این قطعنامه طی نشست ۳۱۵۴ام با ۱۵ رای موافق، ۰ مخالف و ۰ ممتنع تصویب شد.